# Милликен, Рут Гарретт
Рут Гарретт Милликен (англ. Ruth Garrett Millikan; 19 декабря, 1933) — американский философ биологии, психологии и языка. Почётный профессор философии Университета Коннектикута. Посещала Россию в 1993 году, где приняла участие в 19 Всемирном философском конгрессе выступив с докладом «Человек и природа» («Man and Nature»). В 2002 году как ведущий специалист в области теории познания была награждена премией Жана Нико.

## Биография
Р. Милликен родилась в г. Суортмор (Swarthmore) штата Пенсильвания. В 1955 году получила степень бакалавра искусств (по направлению философия) в Оберлинском колледже (штата Огайо). В 1969 году защитила докторскую диссертацию в Йельском университете под научным руководством Уилфрида Селларса и поддержке Ч. Морриса, содействовавшего публикации её книги «Язык, мысль и другие биологические категории», ставшей классикой философской литературы 20 века. Р. Милликен преподавала в Мичиганском университете (University of Michigan) и в течение многих лет и в Университете Коннектикута. Она замужем за американским психологом Дональдом Шанквейлером. По просьбе Общества Джона Дьюи она написала подробную автобиографию, которая была опубликована под названием «Случайности» («Accidents»).

## Теория познания
В теории познания Р. Милликен разделяет идеи экстернализма и объединяет взгляды реализма и репрезентационизма, во многом поддерживает экологический подход к познанию Джеймса Гибсона. Некоторые её взгляды в области семиотики и философии языка связаны с переосмыслением проблем, поставленных в работах американского прагматизма, в частности, в работах Ч. Пирса и Ч.Морриса.
Многие исследования Р. Милликен посвящены изучению объективных оснований познания, условиям истинного знания и проблеме репрезентации. Рассматривая данные вопросы, она включает изучение интенциональности и проблемы референции различных знаковых систем в эволюционный (исторический) и практический контекст их функционирования.
«Если человек является природным существом и продуктом эволюции, то разумно предположить, что способность человека к познанию — тоже продукт эволюции… Познание также должно быть чем-то, что человек делает в мире и что позволяет ему адаптироваться к этому миру…».
Данная идея получила своё выражение в её концепции «биосемантики», которую Р. Миликан характеризует как «натуралистическая теория интенциональных знаков». В этой теории в качестве условия достоверности знания (интенциональности, репрезентации) рассматривается их практическая функциональность, позволяющая решать стоящие перед живым организмом или научным сообществом задачи. Поэтому, изучая проблему того, как возможна ошибочная репрезентация, Р. Милликен говорит, что свойство истинность или ложность принадлежит не рассматриваемой самой по себе познавательной или языковой репрезентации, сколько эффективности или соответствию тем функциям, которые они выполняют.

## Философия языка и теория знаковых систем
В понимании сущности языка Р. Милликен выступает против сторонников нативизма и семантического интернализма, в частности против крайних взглядов Н. Хомского, подчеркивая необходимость исследования социальной природы и коммуникативной функции языка, а также роль лингвистических конвенций или традиций (linguistic conventions) в его формировании и эволюции.
Р. Милликен отмечает, что язык как культурный феномен, а не когнитивная компетенция, подчиняется не столько формальным правилам, сколько удобству и эффективности общения и координации действий. Стабильность в языке также достигается не благодаря сходству природы людей, врожденной «универсальной грамматике», или системе правил, а благодаря социальным конвенциям, которые не столько лингвистические, сколько практические. Поэтому часто уже сложившиеся элементы языка приобретают новые значения или функции в разных контекстах. В связи с этим различие между семантикой и прагматикой, семантическим и прагматическим значениями высказываний является подвижным и неподдающимся четкому определению или набору лингвистических правил.
В разных работах Р. Милликен уделяет внимание исследованию знаковых систем, участвующих в процессах познания, репрезентации, коммуникации и в решении практических задач. В работе «Язык, мысль и другие биологические категории» и в последующих работах она предлагает следующую классификацию знаков: 1) интенциональные иконические знаки — это познавательные (ментальные) репрезентации, соотносящие с объектами действительности благодаря их надлежащему функционированию (proper function); 2) интенциональные сигналы — генетически наследуемые системы сигналов (например, химические, акустические), которые используется организмом или общественными животными для регуляции и коммуникации; 3) естественные знаки — это объекты или процессы действительности, которые соотносят возможного интерпретатора с обозначаемые объектом в силу внутренне присущих им свойств (положение солнца на небосклоне, следы животных на земле, годичные кольца деревьев и т. д.); 4) импровизационные знаки — это обычные объекты действительности, приобретающие символические (коммуникативные) функции в определённом контексте (например, в произведении искусства), их значения, как правило, ситуативны, индивидуальны и не стандартизированы; 5) знаки технических устройств — к ним относятся сигналы, индикаторы, изображения, произведенные различными техническими средствами (индикатором объёма топлива, термометром, барометром и др.).

## Избранные работы
- (1984) Language, Thought and Other Biological Categories (ISBN 978-0-262-63115-0)
- (1993) White Queen Psychology and Other Essays for Alice (ISBN 978-0-262-63162-4)
- (2000) On Clear and Confused Ideas pdf (ISBN 978-0-521-62553-1)
- (2004) The Varieties of Meaning: The 2002 Jean Nicod Lectures pdf (ISBN 978-0-262-63342-0)
- (2005) Language: A Biological Model pdf (ISBN 978-0-19-928477-1)